# Джессі Мей Лі
Джессіка Мей Лі (англ. Jessica Mei Li, нар. 27 серпня 1995) — англійська акторка. Найбільш відома роллю Аліни Старков у фантастичному серіалі Netflix «Тінь та кістка».

## Ранні роки
Народилася в Брайтоні, Східний Сассекс, від матері-англійки та батька-китайця, який виріс у Гонконгу. Виросла в Редхілл, Суррей, і має старшого брата. Лі навчалася в Reigate College з 2010 по 2012 рік і почала вивчати французьку та іспанську мови в Університеті Сассекса, але згодом кинула навчання. Майже два роки Лі працювала асистенткою вчителя для дітей з особливими потребами в середній школі.
Лі приєдналася до Національного молодіжного театру в 2015 році та навчалася за сумісництвом у Школі акторської майстерності Identity з 2016 по 2017 рік.

## Кар'єра
Лі дебютувала на професійній сцені в лютому 2019 року, зігравши Клаудію Кессвелл у виставі «Все про Єву» в театрі Ноеля Коварда, зрежисерованої та адаптованої для сцени Іво ван Хоувом разом із Джилліан Андерсон і Лілі Джеймс.
У жовтні 2019 року було оголошено, що Лі виконає головну роль Аліни Старков у серіалі Netflix «Тінь та кістка» 2021 року, адаптації серії фентезійних книг Лі Бардуґо «Тінь та кістка» та «Шістка воронів» Лі спочатку мала хвилювалась перед прослуховуванням на роль персонажки Аліни Старков, етнічна приналежність якої була змінена з білої на змішану расу для шоу, посилаючись на занепокоєння щодо того, чи була зміна зроблена через квоту на розмаїття. Однак під час процесу прослуховування Лі зауважила, що зміна етнічної приналежності Старкова «не була просто міткою розмаїття», а «це було чимось, що допомогло побудувати світ і допомогти побудувати її характер».
Лі з'являється в ролі Лари Чанг у фільмі Едгара Райта «Минулої ночі у Сохо» 2021 року. Вона з'явилася в The Wayne Ayers Podcast у 2023 році.

## Особисте життя
Лі встановили діагноз СДУГ у дорослому віці.
Лі говорила про те, що росла із відсутністю позитивного образу азіатів і дворасових людей на екрані. Її конфлікт через її подвійну спадщину посилився, коли вона почала проходити прослуховування, де було помітно, що ролі представників змішаної раси іноді отримували повністю азіати або білі актори. У квітні 2021 року в інтерв'ю Лі наголосила на важливості детального зображення азіатів у ЗМІ.
Лі є квір-особою, ідентифікуючись як гендерно-неконформна людина, але вважає себе жінкою.

## Фільмографія

### Фільмографія
| Рік          | Назва               | Роль            | Примітки                  |
| ------------ | ------------------- | --------------- | ------------------------- |
| 2018         | Разом вони курять   | Роза            | Шортфлікс                 |
| 2019         | Все про Єву         | Клаудія Касвелл | Національний театр наживо |
| 2019         | Travelooper         | Кіра            | Короткий фільм            |
| 2021         | Минулої ночі у Сохо | Лара            |                           |
| 2025         | Руйнування          | Еллі            | Фільм Netflix             |
| В очікуванні | Свинячі подряпини   | Еріка           | Короткий фільм; майбутній |
| В очікуванні | Кукері              |                 | Майбутні                  |

### Телебачення
| Рік        | Назва                 | Роль           | Примітки                               |
| ---------- | --------------------- | -------------- | -------------------------------------- |
| 2018       | Незнайомці            |                | 1 серія                                |
| 2019       | Замкнений за кордоном | Христина Джоко | документальні фільми; епізод: «Панама» |
| 2021–тепер | Тінь та кістка        | Аліна Старкова | Головна роль                           |

### Музичні кліпи
| Рік  | Пісня                      | Виконавець     | Примітки    |
| ---- | -------------------------- | -------------- | ----------- |
| 2018 | «A Thousand Ringing Bells» | Uri Sade       |             |
| 2021 | «Three Weeks»              | Джеймс Хемфріс | Співрежисер |

### Театр
| Рік  | Назва       | Роль            | Примітки                    |
| ---- | ----------- | --------------- | --------------------------- |
| 2019 | Все про Єву | Клаудія Касвелл | Театр Ноеля Коварда, Лондон |